# Electro-Z (álbum)
Electro-Z es el primer y único álbum de estudio de la banda peruana Electro-Z, lanzado en 1999.

## Historia
El álbum debut de la banda es considerado un disco de culto del indie rock peruano, a pesar de que el álbum fue desapercibido al momento de su publicación. El álbum fue reeditado y remasterizado en 2009, con la inclusión de temas adicionales.

## Lista de canciones
| N.º | Título                | Duración |  |
| 1.  | «*** (3 asteriscos)»  | 0:05     |  |
| 2.  | «Grítame»             | 2:57     |  |
| 3.  | «Versión atómica»     | 2:54     |  |
| 4.  | «La radio sonó»       | 3:11     |  |
| 5.  | «Invasión»            | 2:37     |  |
| 6.  | «Sóplanos»            | 2:47     |  |
| 7.  | «Un millón de casas»  | 3:06     |  |
| 8.  | «Instru-Mental»       | 1:56     |  |
| 9.  | «Supercaminos»        | 3:19     |  |
| 10. | «Hazlo»               | 2:43     |  |
| 11. | «**** (4 asteriscos)» | 1:22     |  |
| 12. | «Enzayra»             | 2:18     |  |
| 13. | «En ficción»          | 3:46     |  |
| 14. | «11/2»                | 1:41     |  |
| 15. | «Post ilusiones»      | 3:37     |  |
| 16. | «Nunca cae»           | 3:20     |  |
| 17. | «Antenas»             | 2:35     |  |

| Bonus Outtakes, 1999 |                           |          |  |
| N.º                  | Título                    | Duración |  |
| 18.                  | «Fin del vehículo»        | 2:47     |  |
| 19.                  | «Amor al bostezo»         | 2:21     |  |
| 20.                  | «Bienvenidos a la tierra» | 3:11     |  |
| 21.                  | «Fórmula especial»        | 2:33     |  |

| Bonus Track, 2002 |                         |          |  |
| N.º               | Título                  | Duración |  |
| 22.               | «Fórmula Especial (II)» | 2:52     |  |

## Créditos
- Carlangas: Guitarra
- L.A.S.E: Guitarra, batería electrónica y voz
- Jenniffer Cornejo: Teclados, sampler y voz

- Datos: Q98184575